# Ukrajinská iniciativa v České republice
Ukrajinská iniciativa v České republice, z. s. (více známá pod neoficiální zkratkou UIČR) rozvíjí a sebeurčuje národnostní menšiny v Česku, zejména ukrajinské národnosti. Je to zapsaný spolek, předsedou je Viktor Rajčinec. Svou činnost rozvijí již od roce 1992, kdy začíná vydávat v ukrajinském jazyce politickokulturní časopis Porohy. Pod současným názvem funguje od roku 13. června 1994 resp. 3. května 2015.

## Historie a současnost
Aktivity spolku se zaměřují na udržení a rozvoj vědomí národního sebeurčení Ukrajinců v ČR. Spolek Ukrajinská iniciativa v České republice působil Evropském a Světovém Kongresu Ukrajinců, dnes spolupracuje s Úřadem vlády České republiky, Magistrátem hlavního města Prahy, Velvyslanectvím Ukrajiny v Česku a s některými jinými zájmovými spolky, zejména v Praze. Spolek spoluvytvářel atraktivní image Ukrajiny a České republiky, rozvíjí spolupráci a partnerství mezi ukrajinskou a českou veřejností. Spolek také jako jeden z málo ve spoluprací s vládou ČR organizuje a realizuje humanitární pomoc Ukrajině.

### Současnost
Ukrajinská iniciativa v České republice, z. s. měla jen dva pobočné spolky. Dnes již neaktivní pobočné spolky podle § 125a zákona č. 304/2013 Sb. působili v Chomutově jako Ukrajinská iniciativa v ČR, ukrajinská regionální organizace Zvony naděje a v Teplicích ukrajinská regionální organizace UKRAJINSKÁ SVITLYCJA.
Podle stanov "spolek vydává časopis Porohy pro Ukrajince v ČR, zajišťuje provoz stránek www.ukrajinci.cz". Projekt časopisu se uskutečňuje za úplné finanční podpory Ministerstva kultury ČR.